# ラーの会
ラーの会（ラーのかい）は、自民党の加藤紘一代議士を中心とする超党派議員の勉強会。2008年3月26日に発足した。東アジアと日本の安全保障や外交をテーマに活動するのが設立の目的と言われる。

## 概要
発足は、「2008年2月に韓国の李明博大統領に会うことからごく自然発生的にできた」とされている。一方、マスコミからは「政界再編に向けリベラル勢力を結集する事を目的にしている」と評されている。
発足当初は「私たちはごちゃまぜの会なので、『ビビンバの会』を名乗ろう」という加藤の発案により、「ビビンバの会」と呼称していたが、「風格が無い」との理由から改名、古代エジプトの太陽神「ラー」の名前を取り2008年4月に「ラーの会」とした。命名は梅原猛。

## 主なメンバー

### 衆議院
- 前原誠司（日本維新の会）
- 枝野幸男（立憲民主党）

### 参議院
- 辻元清美[3]（立憲民主党）

## 所属していたメンバー
- 山崎拓（自民党・2009年に落選）
- 東順治（公明党・2012年に引退）
- 加藤紘一（自民党・中心メンバー・2012年に落選）
- 仙谷由人（民主党・2012年に落選）